# Criobiologie
Criobiologia este ramura biologiei care se ocupă studiul efectelor temperaturilor scăzute asupra organismelor vii din criosferă. Cuvântul este derivat din cuvintele grecești κρῧος „rece”, βίος „viață” și λόγος „știință”.